# Johan Hjelmérus
Johan Hjelmérus, född 16 juni 1852 i Jälluntofta socken, Jönköpings län, död 26 februari 1928 i Hogstads församling, var en svensk jurist, godsägare och riksdagsman. Han var bror till Alfred Hjelmérus.
Hjelmérus var vice häradshövding och ägare till godset Mjerdevid i Östergötland. I riksdagen var han 1897–1902 ledamot av andra kammaren i Lysings och Göstrings domsagas valkrets.